# Чемпионат Португалии по португальским шашкам
Чемпионат Португалии по португальским шашкам (порт. Campeonato Nacional de Damas Clássicas) — ежегодный турнир по шашкам, который проводится Португальской федерацией шашек с 1981 года.

## Список победителей
| Год  | Чемпион            |
| ---- | ------------------ |
| 1981 | Мануэль Ваз Виейра |
| 1982 | Мануэль Ваз Виейра |
| 1983 | Мануэль Ваз Виейра |
| 1984 | Мануэль Ваз Виейра |
| 1985 | Мануэль Ваз Виейра |
| 1986 | Мануэль Ваз Виейра |
| 1987 | Мануэль Ваз Виейра |
| 1988 | Мануэль Ваз Виейра |
| 1989 | Даниель Мачадо     |
| 1990 | Мануэль Ваз Виейра |
| 1991 | Хосе Силва Перейра |
| 1992 | Педро Чипенхе      |
| 1993 | Medalha da Silva   |
| 1994 | Даниель Мачадо     |
| 1995 | Вериссимо Диас     |
| 1996 | Вериссимо Диас     |
| 1997 | Витор Оливейра     |
| 1998 | Вериссимо Диас     |
| 1999 | Вериссимо Диас     |
| 2000 | Вериссимо Диас     |
| 2001 | Medalha da Silva   |
| 2002 | Витор Оливейра     |
| 2003 | Вериссимо Диас     |
| 2004 | Витор Оливейра     |
| 2005 | Мануэль Ваз Виейра |
| 2006 | Витор Оливейра     |
| 2007 | Мануэль Ваз Виейра |
| 2008 | Мануэль Ваз Виейра |
| 2009 | Вериссимо Диас     |
| 2010 | Мануэль Ваз Виейра |
| 2011 | Мануэль Ваз Виейра |
| 2012 | Вериссимо Диас     |
| 2013 | Тьяго Мануэль      |
| 2014 | Фернандо Гонсалвеш |
| 2015 | Мануэль Ваз Виейра |
| 2016 | Мануэль Ваз Виейра |
| 2017 | Мануэль Ваз Виейра |
| 2018 | Хоаким Силва       |
| 2019 | Тьяго Мануэль      |
| 2020 | Хосе Карлос Аньос  |
| 2021 | Тьяго Мануэль      |
| 2022 | Мануэль Кунья      |
| 2023 | Карлос Бастос      |